# 莱谢尔
莱谢尔（法語：Les Chères，法語發音：[le ʃɛʁ]）是法国罗讷省的一个市镇，属于索恩河畔自由城区。

## 地理
莱谢尔（45°53'23"N, 4°44'33"E）面积5.46 平方千米，位于法国奥弗涅-罗讷-阿尔卑斯大区罗讷省，该省份为法国中东部省份，北起顺时针与索恩-卢瓦尔省、安省、里昂大都会、伊泽尔省和卢瓦尔省接壤。
与莱谢尔接壤的市镇（或旧市镇、城区）包括：坎雪、沙斯莱、阿泽尔格河畔沙宰、利雪、吕斯奈、莫朗塞。

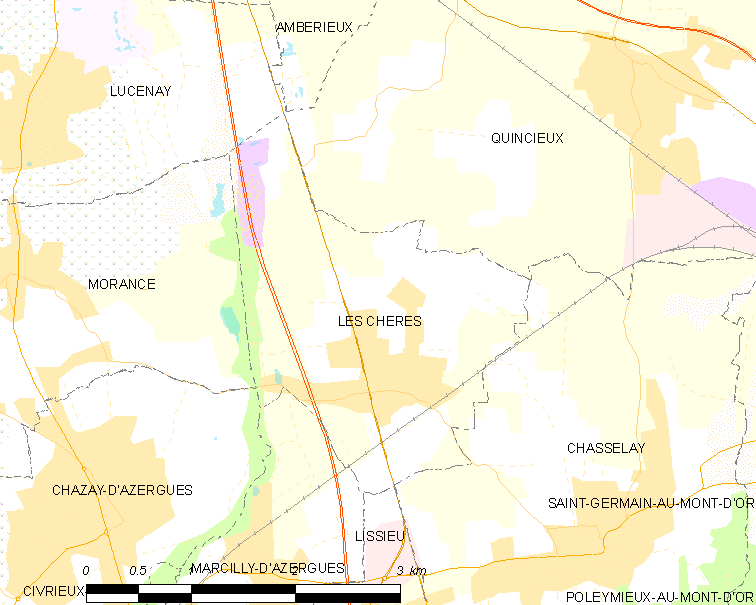
莱谢尔的OSM定位图

莱谢尔的时区为UTC+01:00、UTC+02:00（夏令时）。

## 行政
莱谢尔的邮政编码为69380，INSEE市镇编码为69055。

## 政治
莱谢尔所属的省级选区为昂斯县。

## 人口

1962-2008年间莱谢尔人口变化图示

莱谢尔于2022年1月1日时的人口数量为1504人。